# A3D
A3D (Aureal 3-Dimensional) is een technologie ontworpen door Aureal Semiconductor in de tweede helft van de jaren 1990. Het systeem werd oorspronkelijk geïntegreerd in Aureals Vortex-geluidskaart. A3D creëert driedimensionale effecten waardoor het menselijk oor het geluid aan een bepaalde richting kan toewijzen. Hiervoor maakt de technologie gebruik van HRTF. A3D is vooral handig bij dynamische of interactieve toepassingen zoals simulatiespellen en actiespellen zodat de speler weet welke richting hij wel/niet uit kan aan bijvoorbeeld de geweerschoten van de vijand.
Men kan het effect van A3D min of meer vergelijken met een vlieg die rond een persoon zijn hoofd vliegt. Zelfs als die persoon zijn ogen sluit, weet hij aan het gebrom waar die vlieg zich ongeveer bevindt.
Het grote voordeel van A3D is dat het systeem werkt met een gewone hoofdtelefoon of twee gewone externe luidsprekers. Op een muziekkaart met de A3D-functie na heeft men dus geen speciale componenten nodig. Dit is in contrast met surround sound waar het aangeraden is om met vier of meerdere luidsprekers te werken.
Het bedrijf Creative Labs had een gelijkaardige techniek: EAX. Creative Labs spande in maart 1998 een rechtszaak aan omdat zij van mening waren dat Aureal Semiconductor een van hun patenten onrechtmatig gebruikte. Aureal won de rechtszaak in december 1999, maar had er dusdanig veel schade door opgelopen dat het bedrijf failliet ging. In september 2000 nam Creative het bedrijf Aureal over op voorwaarde dat alle claims over A3D zouden vervallen. Hoewel Creative Labs daarna besloot om A3D niet verder te ondersteunen, werd het wel gedeeltelijk verder ingebouwd in de nieuwere versie van EAX.